# アンチロック・ブレーキ・システム
アンチロック・ブレーキ・システム（anti-lock braking system、略称：ABS）とは、急ブレーキあるいは低摩擦路でのブレーキ操作において、車輪のロックによる滑走発生を低減する装置である。

## 概要
自動車の場合、通常の走行中はタイヤと路面は一定のスリップ率以上にはならず、ほぼ滑らない。同時に、タイヤの転がる方向が限定されているがゆえに、ステアリング操作によって自動車の進む方向を制御することができる。通常のブレーキ操作においては、ブレーキローターないしはブレーキドラムとブレーキパッド/ブレーキシューの間に摩擦力が生じ、さらにタイヤと路面の間に摩擦力が生ずることによって車は減速し、ブレーキを解除しなければやがて止まる。
しかしながら、急ブレーキを掛けた場合や、路面が濡れていたり凍結しているような場合は路面とタイヤとの摩擦係数が十分に大きくなく、ブレーキによって生み出されるトルクが、路面とタイヤの間の摩擦力よりも大きくなることがある。この場合、タイヤはロックしてしまい、路面上を滑走（スリップ、スキッド）することになる。このときのスリップ率は100 %となる。
一旦タイヤがロックして滑り始めると制動距離が大幅に伸び、ステアリング操作が効かなくなり制御不能となるばかりか、前走車への追突や横滑り、横転などの重大事故の危険に晒されることになる。また、タイヤの踏面は路面との擦過面が集中して摩耗することになり、タイヤの寿命が短くなったり異常摩耗による振動が起こることもある。
これを防ぐために、ブレーキを一気に踏み込むのではなく徐々に踏み込み、滑り始めたら少し緩めて再び踏み込む動作を繰り返す運転技術（ポンピングブレーキ）がある。ABSはこれをコンピュータが自動的に行うシステム制御のことである。この作動時には、最大グリップが出るスリップ率に自動制御される。ただし、ABSが作動するのは摩擦係数の低い路面でそれなりに強いブレーキをかけた時である。

## 技術
ブレーキ中に車輪の回転が走行速度から推定される値より低くなった場合に、ABSシステムは車輪がロックして滑走していると判断し、車輪のブレーキの液圧を下げ、車輪が回転を再開すると再度液圧をかけてブレーキを効かせるという動作を自動で繰り返すことにより車輪のロックを防ぎ、最大限の制動力を発揮する。これにより、強くブレーキをかけながら操舵が可能となるため、一般には「急ブレーキをかけながら、衝突回避のためのハンドル操作ができるシステム」であると簡潔に説明される。
ほとんどの路面でABS非装着車と比較して制動距離が短くなる一方で、積雪路や砂利道など路面によっては制動距離が長くなるという欠点もあるため、ABSを過信した運転は危険である。特に凍結路などの低摩擦路でABSが作動する場合、運転者の想像以上に制動距離が伸びる場合がある。
上記のような動作機構のため、ABS作動中はブレーキペダルに断続的な振動が伝わるが、ドライバーがこれに驚いてブレーキペダルを緩めると制動力が得られないため、躊躇せずペダルを踏み込み続けながらハンドルを操作して危険を回避する必要がある。なお、ブレーキバイワイヤーの機構を持つハイブリッドカーなどの一部では、ブレーキ踏力は単にゴムを圧縮するだけで、そのストローク量と速度から制動力を電子回路が演算してブレーキ回路を駆動するため、ABSの断続的な作動の反力がペダルに感じられないものがある。
一見ABSが作動するとは予想されない乾燥した舗装路面でブレーキをかける場合にも、マンホールの蓋、砂、道路標示、段差のある路面でABSが作動し、ブレーキペダルが振動することがある。

## 構造

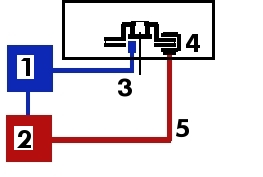
構造概念図

この構造概念図における動作は、次の通りとなっている。
1. ブレーキペダルを踏むことによって、液圧発生装置 (2) から液圧配管 (5) を通じて液圧がブレーキキャリパ （ドラムブレーキではホイールシリンダー。以下カッコ内はドラムブレーキの場合。）(4) に伝えられ、ブレーキパッド（ブレーキシュー）がブレーキディスク（ブレーキドラム）に押し付けられて制動力が生じる。
2. 制御装置 (1)は回転センサ（車速センサ）(3) により車輪の回転をモニターしており、モニターしている車輪の回転から推定される減速より低下した場合に車輪がロックして滑走していると判断し、液圧発生装置 (2) からの液圧を遮断、開放して制動力を下げるので、車輪はロックから復帰し再度回転を始める。
3. 制御装置 (1) は回転センサ（車速センサ）(3) により車輪の回転を把握すると、再度油圧発生装置 (2) からの液圧をブレーキに伝え制動力を強くする。

制御装置 (1) は、この一連の操作を数ミリ秒という短時間で繰り返すため、運転者がポンピングブレーキを行うよりも高精度な制御が可能となる。

## 歴史

### 鉄道車両
ABSの開発は、欧米の鉄道車両が最初であった。商品名をデセロスタットと称し、その構造は、輪軸端に小さなフライホイールとスイッチからなる簡便なものであった。動作原理は、通常、装置は車輪の回転と共に連れ回りしているだけであるが、ブレーキ時に車輪がロックすると、慣性によりフライホイールだけが回り、その間ケーシングのスイッチを開閉し、その動作により電磁弁を駆動してブレーキ用の空気圧を低減するというものであった。鉄道分野ではこれを機械式WSP（Wheel Slide Protection : 車輪滑走防止）やABS（Anti Brake-locking System : 車輪固着防止装置。ABSの略称はドイツ語の Antiblockiersystem から）と呼んだ。同様のものはその後、航空機用にも手がけられ、1950年代に登場したダンロップ社のマクサレット（Maxaret）システムがそのはしりである。このシステムは完全に機械式であり、航空機で使用された場合はさしたる問題もなく現在でもいくつかの機種で使用されている。
電気式WSPは、1964年（昭和39年）に新幹線0系電車にて初めて用いられた。開発は日本国有鉄道の鉄道技術研究所と神鋼電機であり、同研究所と日本エヤーブレーキ（後のナブコ、現在のナブテスコ）とが開発していた空圧式WSPとの性能比較試験を制して、その後急速に普及した。当時のWSPはコンピュータがなかったため、マグアンプ演算方式であり、電磁式WSPとも呼ばれている。一方、新幹線車両はその後、トランジスタ演算の電子式WSPとなり、その後デジタル演算式に進化した。今日的な3位置弁のABSとしては国鉄キハ183系気動車で初めて実用化され、1995年（平成7年）に登場したJR北海道キハ283系気動車では4チャンネル・マルチモード・マルチポジション弁（比例弁）・圧力併用フィードバック・個別制御といった高度なシステムへ発展した。現代では一般の通勤電車や気動車などにもフラット防止装置と呼ばれて広く普及しており、車輪の偏摩耗抑制や制動距離短縮、回生ブレーキとの電空協調制御（遅れ込め制御）や、TIMSやINTEROSなどの高度な制御伝送装置による編成単位でのブレーキ統括制御との組み合わせなども実現している。

### 自動車
日本国内の自動車で初めてABSが搭載されたのは、1969年（昭和44年）の開業間もない東名高速道路を走る高速バスに用いられた「国鉄専用型式」であり、新幹線と同じく国鉄の鉄道技術研究所の開発によるものである。ただし、電磁式WSPのコストが高かったため、一般には普及しなかった。日本国外の例では、1960年代に開発されたレース用のファーガソンP99を初め、ジェンセン・FF、フォード・ゼファーの上級モデルであるフォード・ゾディアックの試験的に開発された四輪駆動モデルに搭載されたが、この3車種以外に採用する動きはなかった。ストップ・コントロール・システムと称された別の機械式の装置をルーカス・ガーリングが開発・販売し、一部のフォード・フィエスタ・MK.IIIに搭載している。
一方、ドイツのボッシュ社では1930年代からABSを研究し続けており、1978年に初めてボッシュ社製の電子制御システムを搭載した自動車が発売される。メルセデス・ベンツ・Sクラスと大型トラック、バスに搭載されたこのシステムは以前の機械式のものに比べて信頼性も高く、1980年代から徐々に市販車への搭載が広がっていった。ボッシュはその後、ナブコと合弁で日本ABS社を立ち上げ、日本の各社の自動車用ABSをOEM生産していった。その流れは現在、日本法人のボッシュ株式会社に引き継がれている。その他、アドヴィックス、コンティネンタル・オートモーティブ、日信工業などが国内有力メーカーである。
F1ではウィリアムズF1が1993年シーズン用に開発したウィリアムズ・FW15Cに採用されている。1994年シーズンにアクティブサスペンション、トラクションコントロールと共々ハイテク規制の対象となり、以降使用が禁止されている。
ABSは、かつては4-ESC（4輪エレクトロニックスキッドコントロールの略称としてトヨタ自動車が使用）、4WAS（4輪アンチスキッドの略称として日産自動車が使用）、WSP、4w-A.L.B.（4輪アンチロックブレーキの略称として本田技研工業が使用）、ファインスキッドブレーキなど、メーカーにより様々な名称が混在していたが、1990年代頃からは全メーカーがABSに呼称を統一した。今日では自動車や鉄道車両も含めABSに統一されつつある。
当初は制御回路が単純で、複数の車輪をまとめて同じ処理が行われていたが、最近では4輪それぞれに最適な処理が行われるように進化している。当初の機械式から電子式の2チャンネル・2モード・2位置オンオフ弁・速度フィードバック制御へ進化し、近年には4チャンネル・3モード・3ポジション弁・G併用フィードバック制御（EBD（電子制御ブレーキシステム）を経て、近年ではトヨタ・プリウスのような車両で、4チャンネル・マルチモード・マルチポジション弁（比例弁）・圧力併用フィードバック・個別制御といった緻密な制御システムが採用されている。
さらに、ABSをVSC（横滑り防止装置）やTRC（トラクションコントロールシステム）、パワーステアリング制御などと統合制御する「VDIM」（統合車両姿勢安定制御システム）では、例えばコーナリング中に車両が急に不安定となった状況を4輪の速度センサーとヨーレートセンサが感知し、エンジン駆動力とパワーステアリング舵角を調節するとともに、内側の車輪のみにブレーキをかけるベクタリングなど総合的に車両の安定性を高めるシステムに発展している。さらに空転を検知した車輪のみにブレーキをかけて他の車輪の駆動トルク低下を防ぐことによりリミテッドスリップデフと同様の効果を得る機構（SUBARUのXモード等）も実用化されている。
レーシングカーではグループGT3のような、名目上アマチュア向けとされるカテゴリではABSが装着されることがある。
ABSの呼称が統一されていない頃は概ね30万円ほどの高価なオプションであったが徐々に価格も下落し、現在では後述の義務化もあって広く標準装備されるようになった。国土交通省は、2013年（平成25年）8月に、国連欧州経済委員会の「制動装置に係る協定規則（第13号）」と「操縦装置の配置及び識別表示等に係る協定規則（第121号））」を採用し、トラック・トレーラー・バスの全ての車種にABSの装着を義務化すると発表した。新型車は2014年（平成26年）11月発売以降のモデルから、継続生産車も2017年（平成29年）2月以降から義務化されている。
一方、ABSとVSC（横滑り防止装置）やTRC（トラクションコントロールシステム）などとの統合的な制御が一般的になったために、サーキット走行などでは電子的な介入のために成績が伸びないといった欠点も出てきている。例えばサーキットやジムカーナでは積極的に駆動力をかけて後輪をドリフトさせたり、パーキングブレーキを操作して後輪をロックさせて車両の向きを変えたほうがタイムを短縮できる場合があるが、これらの操作の途中で車両が不安定になったとECUが判断し、エンジン駆動力がカットされて意図した操作ができなくなる場合がある。このため、高性能車ではこれらの制御を選択的、段階的に解除する機構が加えられる場合がある。
2020年代には世界的にも標準的な装備となったが、システムを開発、生産する国は限られている。2022年ロシアのウクライナ侵攻が始まるとロシアに対する経済制裁が始まり、部品の調達ができなくなったラーダでは、アンチロック・ブレーキ・システムを省略したモデルの生産が行われた。

### オートバイ
二輪車用ABSの誕生以前には、前後輪連動ブレーキが、ABSに求められる役割を担う技術として一部製品において普及していた。二輪車においては、ホイールのロックが転倒に直結するため、ABSの恩恵はより大きいと期待されていたが、四輪車と比較して搭載できる装置のサイズや重量が限られる上、ポンピングをきめ細かく制御しないと軽量な車体を揺らしてしまうなどの制約があり、開発は遅れた。実用的な電子制御式ABSは1980年代末以降、BMWがボッシュと共同開発した製品（当初は機械式）を市場に投入したのを皮切りに、各社から同様のシステムが実用化されるようになる。ただしその後長期に渡り、高価な大型ツアラーを主力としていたBMWを除き、その採用モデルはごく少数に留まった。その背景にはABSの装置自体がまだ高価で重かったこと、熟練したライダーには機械の助けなど不要とする考えが根強かったことなどが挙げられる。1990年代後半には装置の小型化や低価格化が進み、ヨーロッパを中心に各メーカーとも高速な大型ツアラーなどからABS採用モデルを増やしつつある。
EU内においてオートバイへのABS義務化の動きがあったことから、日本でも上述の自動車と同様に二輪車についても、国連欧州経済委員会の「二輪車等の制動装置に係る協定規則（第78号）」に基づくABSの装着を義務化すると発表した。新型車は2018年10月発売以降のモデルから、継続生産車も2021年10月以降から義務化される。
ただし第二種原動機付自転車については、ABSの代わりとしてコンバインドブレーキ（前後連動ブレーキ）システムを搭載することが認められる。また下述の欠点によりオフロードではABSが動作すると不安定になるおそれがあることからトライアルタイプのオートバイは義務化から除外される。なお国土交通省は、車体にABS装置を装着していれば、装置をオフにできるスイッチを設置してもかまわない方向を明らかにしている。

## 欠点
ブレーキを踏んだときのスピードや路面状況によっては、ABS装着車の方がABS非装着車より制動距離が伸びることがある。例えば、砂利道や未舗装路、新雪の積もった道路ではABS非装着車の場合、タイヤをロックさせながら砂利や新雪を押しのけて停止する。そのため、砂利や砂、雪がタイヤの進行方向に集まり、大きな抵抗となるため、ABS装着車よりも制動距離が短くなる傾向にある。反対にABS装着車の場合、砂利などがタイヤを滑らす役目を果たし、ABS非装着車に比べ制動距離が伸びる傾向にある。
ABSはそうしたデメリットを承知の上で、タイヤがロックして自動車が運転者の意図と無関係な方向へ向きを変えてしまうリスクの方をより重く見た結果用いられているシステムであり、全てにおいて安全ではない。